# Odón Elorza González
Odón Elorza González (nascut a Sant Sebastià, el 4 d'abril de 1955) és un polític basc militant del PSE-EE/PSOE que va ser alcalde de Sant Sebastià (Guipúscoa) per aquesta formació.

## Regidor i parlamentari
Llicenciat en Dret, va ser escollit per primera vegada regidor pel PSE-PSOE a Sant Sebastià a les eleccions municipals de 1979, càrrec que ha retingut ininterrompudament des de llavors i que ha combinat amb el de portaveu del Grup Socialista a l'ajuntament donostiarra. Va ser parlamentari al Parlament Basc des de 1984 fins a 1991, especialitzant-se en les àrees d'Habitatge, Infraestructures i Mitjans de comunicació. Va dimitir d'aquest càrrec per a dedicar-se exclusivament a les tasques municipals.

## Alcalde de Sant Sebastià
El 1991, Odón Elorza es va convertir en el primer alcalde socialista de Sant Sebastià, càrrec que ostenta ininterrompudament des de llavors fins al 2011, gràcies a diversos pactes de govern amb altres forces polítiques. En els seus anys al capdavant de l'ajuntament ha impulsat una modernització general de la ciutat, apostant de manera ferma pel Palau de Congressos i Auditori Kursaal dissenyat per Moneo, per la conversió en zona de vianants de molts carrers i places de l'Àrea Romàntica de Sant Sebastià així com per la implantació de Cases de Cultura (centres culturals) a cada barri i per la modernització del transport públic.
Durant el seu període de govern ha protegit els festivals de Jazz, Cinema i Quinzena Musical de la ciutat, dotant-los de prou finançament i posant-los en valor en l'oferta turística general de la ciutat, altre dels aspectes que ha potenciat. Els seus partidaris opinen que el seu impuls renovador ha estat essencial per al desenvolupament i progrés de Sant Sebastià. Els seus crítics, en canvi, li atribueixen un cert personalisme que li fa rebutjar qualsevol tipus de crítica a la seva gestió, així com l'impuls a projectes d'ordenació urbanística que no respecten l'aspecte tradicional de la ciutat. Se li atribueix, igualment, el suport a una cultura de base però sense més expectatives (cessió del Conservatori Superior, crisi del Museu de Sant Telmo…).
A causa del seu càrrec i de la seva militància política, sovint ha estat amenaçat de mort per part d'ETA i d'intents d'agressió dels membres de Jarrai i altres organitzadors de la kale borroka. Tot i això, sempre ha estat un ferm partidari de la negociació amb els nacionalistes bascos, cosa que sovint l'ha enfrontat amb el PP. Era amic d'Ernest Lluch, qui compartia el seu esperit negociador. El 2006 va rebre la Creu de Sant Jordi.
Odón Elorza va abandonar l'alcaldia de Sant Sebastià en 2011, després de perdre les eleccions municipals amb 19.666 vots enfront dels 21.110 de Juan Karlos Izagirre (Bildu), qui el va rellevar com a alcalde. El PSE-EE va sofrir un dur desgast en les últimes eleccions. Va perdre més de 8.100 vots, i va passar de ser primera força a la segona, deixant-se pel camí 4 regidors i baixant gairebé 15 punts i mig en percentatge de vot. Va passar de guanyar en gairebé tots els barris donostiarres, a guanyar només en tres: Loiola, Altza i Bidebieta. La negativa del Partit Popular del País Basc i del Partit Nacionalista Basc a fer costat al PSE en cas que Elorza fos el candidat va propiciar la seva retirada de l'ajuntament donostiarra. Ernesto Gasco va ser l'escollit per substituir Elorza. En aquesta ocasió, el PP va donar suport al candidat socialista Ernesto Gasco, mentre que el PNB va votar al seu propi candidat, la qual cosa va propiciar que Bildu aconseguís l'alcaldia.

## Diputat per Guipúscoa
Des de finals de 2011 és diputat per Guipúscoa al Congrés dels Diputats d'Espanya, després d'obtenir l'escó en les eleccions generals de 2011, en les quals es va presentar com a cap de llista del PSE-EE.